# Maria Bolme
Maria Bolme, född 1 februari 1965 i Stockholms län, är en rollsättare, manusförfattare och regissör.

## Manus
- 2003 – Vera med flera (TV-serie)
- 2006 – Annas bästa kompis (kortfilm)
- 2009 – Barbieblues (kortfilm)

## Filmografi roller
- 1992 – Söndagsbarn
- 1994 – Sixten
- 1997 – Svenska hjältar
- 1997 – Slutspel
- 1997 – Akvarium
- 1999 – En liten julsaga
- 1999 – Eva & Adam (TV-serie)
- 2002 – Karlsson på taket
- 2003 – Errol (TV-serie)
- 2014 – Stockholm Stories
- 2014 – Bamse och tjuvstaden (röst som Brummelisa)
- 2016 – Bamse och häxans dotter (röst som Brummelisa)
- 2018 – Bamse och dunderklockan (röst som Brummelisa)

## Regi
- 2005 – Upp med humöret (kortfilm)
- 2006 – Förstklassigt (kortfilm)
- 2006 – Annas bästa kompis (kortfilm)
- 2009 – Barbieblues (kortfilm)
- 2014 – Bamse och tjuvstaden (dialog)
- 2018 – 1000-kronorsloppet (kortfilm)